# IFK Helsingborg
IFK Helsingborg är en kamratförening i Helsingborg, grundad 1896. Föreningen har under året innefattat ett flertal idrottsgrenar, men numera ligger fokusen på friidrott, skidåkning, tennis, bowling, konståkning, volleyboll och triathlon.

## Historia
Den 7-8 augusti 1896 hölls de första Svenska Mästerskapen i Allmän idrott vid Husarregementets exercisplats vid Raus plantering i södra Helsingborg. Det var troligen denna händelse som fick den 16-årige Hjalmar Hedenblad att tillsammans med ett antal skolkamrater bilda Sällskapet Idrottsvänner. En kort tid senare bildades fotbollsföreningen GFK och samma år de båda bildades slogs de två föreningarna samman samtidigt som man uppgick i Kamratorganisationen och då tog namnet IFK Helsingborg. Man var i och med detta den nionde kamratföreningen att bildas i Sverige.
Under 1900-talets början var IFK en framstående fotbollsförening och bland annat en av Helsingborgs IF:s starkaste motståndare. På 1930-talet spelade IFK  i andradivisionen (nuvarande Superettan). Som bäst nådde man en andraplacering, bara tre poäng efter Landskrona Bois, vilka gick upp i Allsvenskan. Säsongen 1935/36 besegrades ärkerivalen HIF - bara två år dessförinnan allsvenska mästare - med hela 4-0 i ett seriederby på Olympia.  IFK:s spelardräkt, var kornblå tröja och blå byxor. 
Det var däremot inom friidrott som föreningen kom att bli banbrytande i staden. Redan 1902 hade man tillsammans med IS Göta arrangerat södra Sveriges första internationella friidrottstävling. I början var Olympia klubbens hemmaarena, då denna under denna tid var utrustad för både friidrott och fotboll. Numera är Olympia en renodlad fotbollsstadion och klubbens verksamhet är fokuserad på Idrottsplatsen Heden vid Råå. Övriga idrottsarrangemang som anordnades av IFK på Olympia vid denna tid var bland annat de så kallade Amerikaspelen 1936 och 1937, samt löpargalor med Gunder Hägg, Arne Andersson och Lennart Strand; de så kallade Hägg-galorna, på 40-talet.
Under åren har ett flertal idrottsgrenar funnits med i IFK Helsingborg, med varierande varaktighet. Fotbollsverksamheten drevs från grundandet 1896 fram till 1942. Mellan 1915 och 1927 innefattades cykling i föreningen och åren 1924-1968 även orientering. 1927-1973 hade föreningen en handbollssektion och 1950-1962 en ishockeysektion. IFK startade Helsingborgs första basketförening 1956 som 1981 slogs samman med Pantrarna, vilka i sin tur var en äldre utbrytning från klubben. Tillsammans bildade man klubben Helsingborgs Basket, senare Helsingborg Pearls.
Ytterligare ett flertal grenar har omfattats av klubben, men dessa har bara drivits under en kortare tid: cykling (1899), landhockey (1923-24), fäktning (1926), vattenpolo (1927), gymnastik (1931), gång (1932), bordtennis (1958) och skateboard (1979).

## Profiler
IFK Helsingborg har under sin långa historia fostrat ett flertal framstående profiler inom ett antal olika sporter:
- Sigge Lindberg, fotboll
- Nils Axelsson, fotboll
- Arne Johansson, fotboll
- Maj-Britt Stolpe, kulstötning
- Gun Olsson, 100 meter häck
- Gunnar Tjörnebo, 3000 meter hinder
- Alf Petersson, medeldistans
- Ricky Bruch, diskus
- Dan Glans, medeldistans
- Christer Gullstrand, häcklöpning
- Johan Wissman, sprint